# Oravicabánya

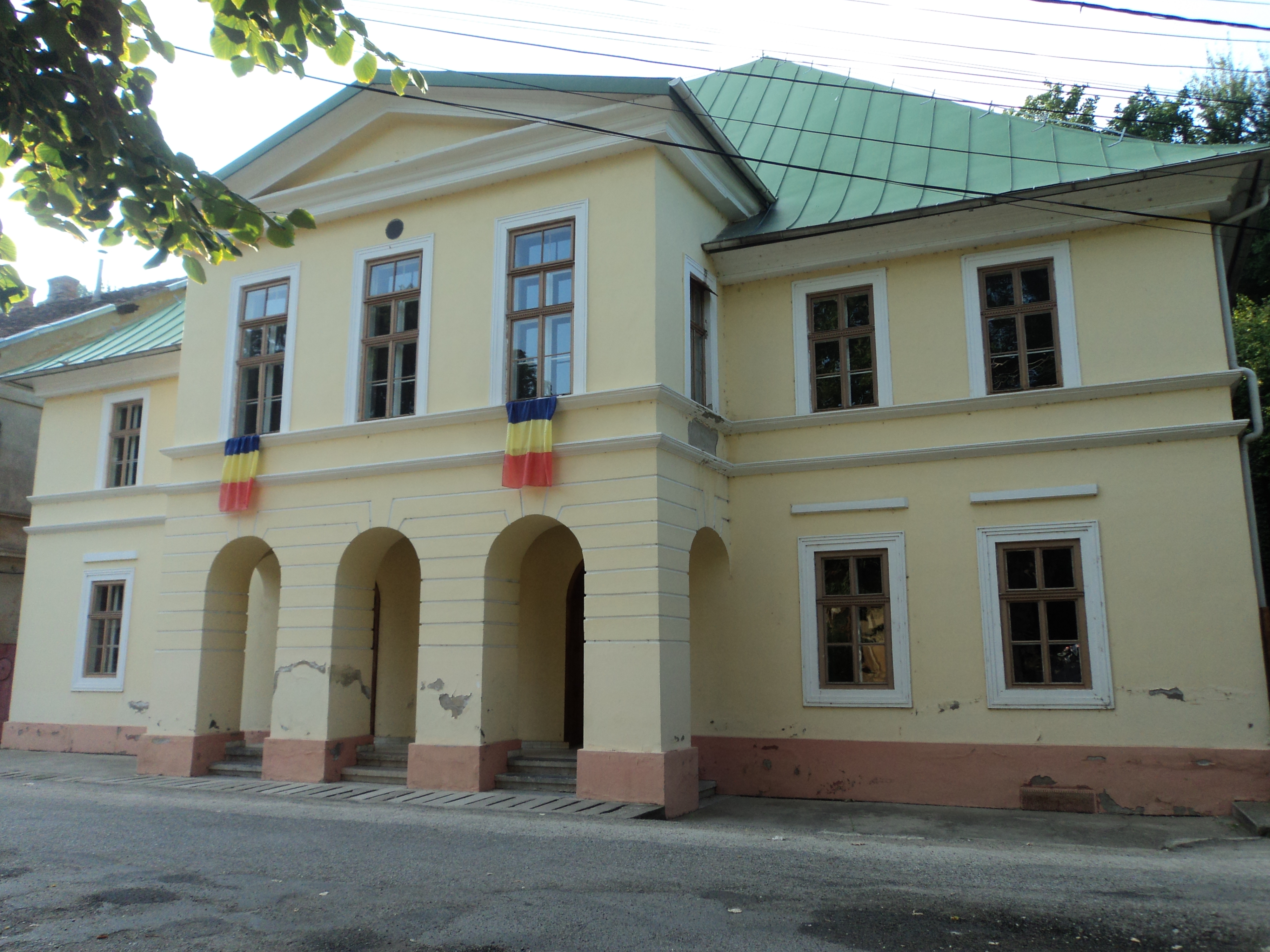
A színház

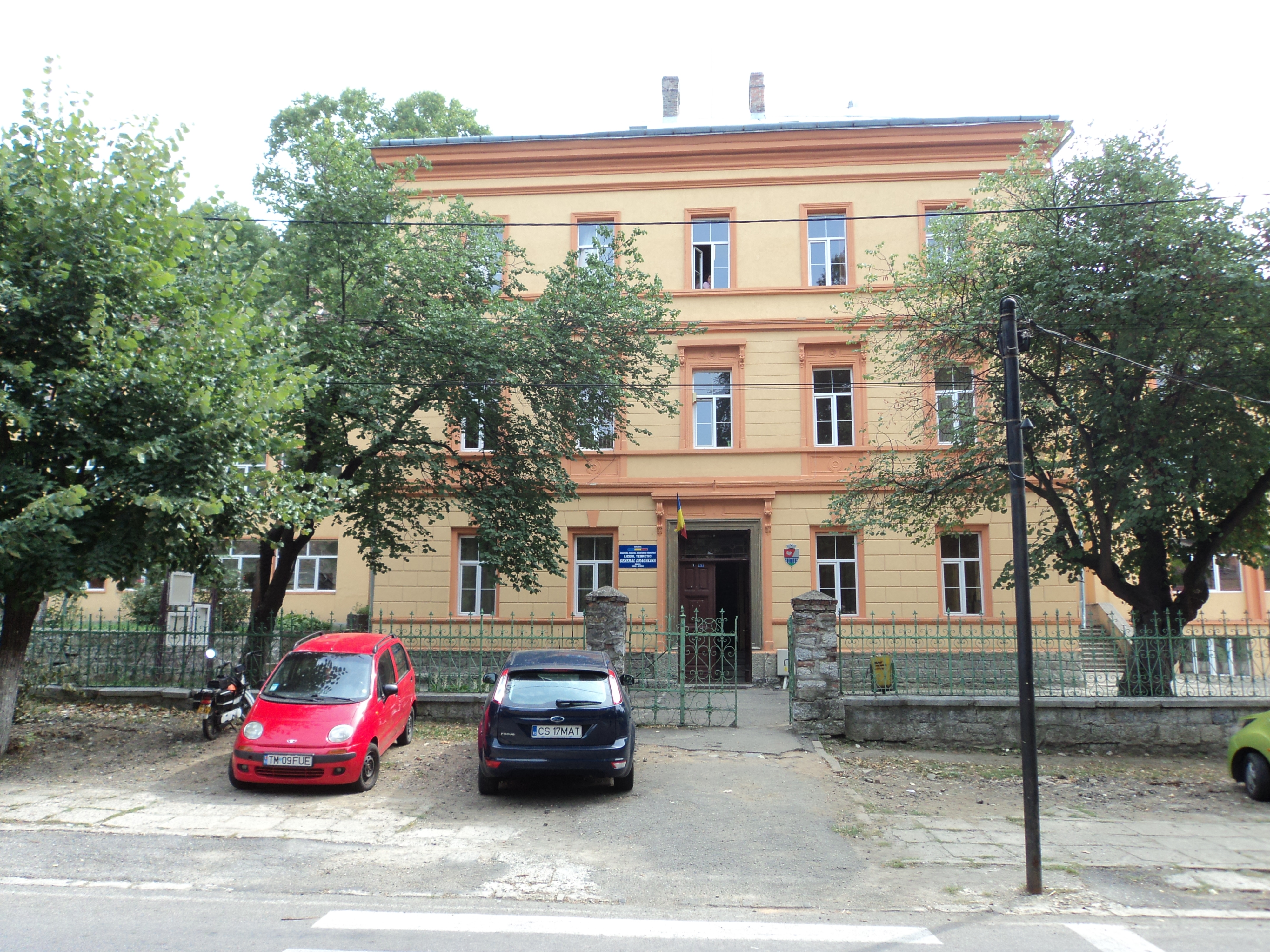
A volt polgári iskola, ma a Ion Dragalina Líceum központi épülete (1873)

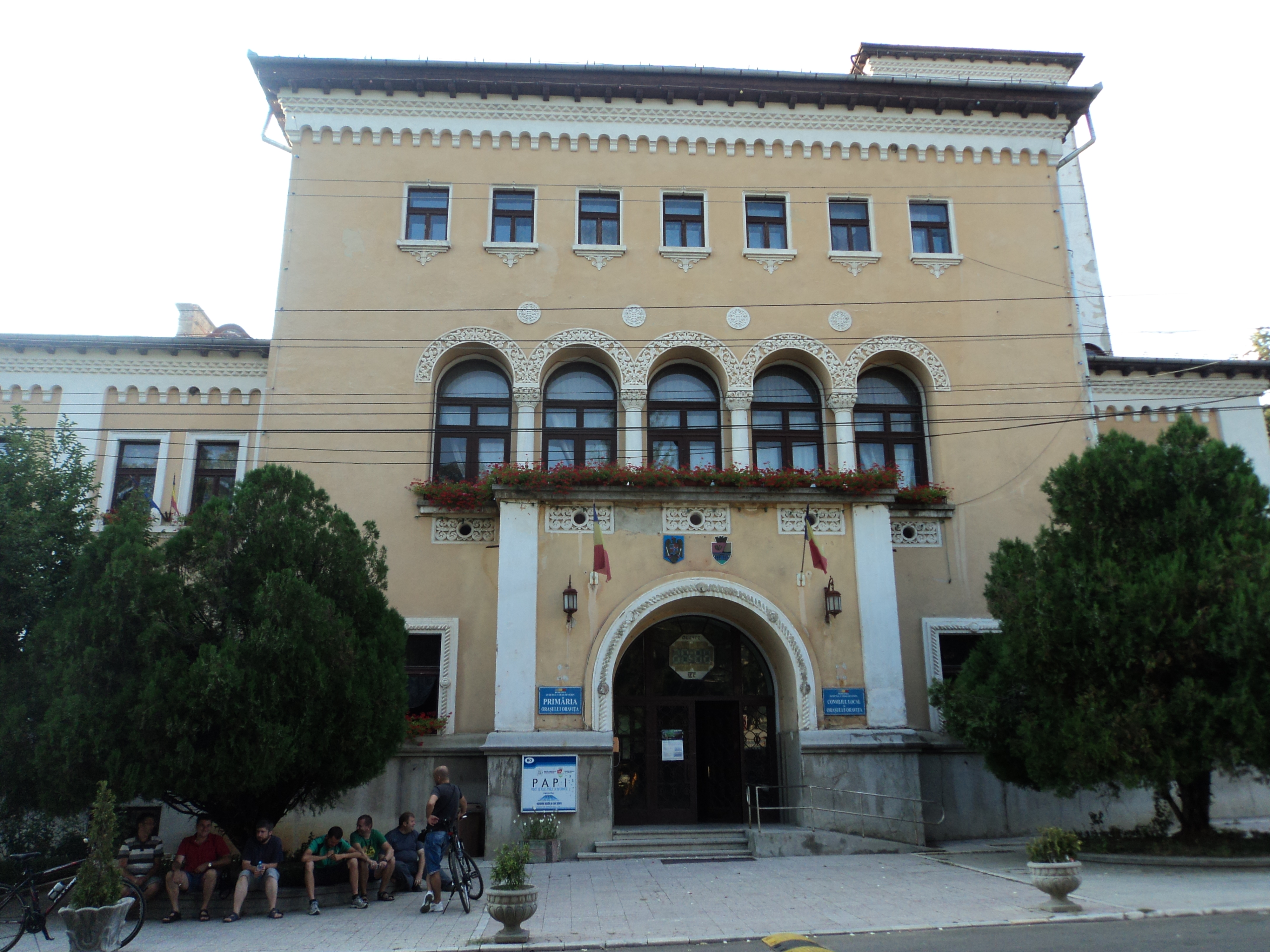
A városháza

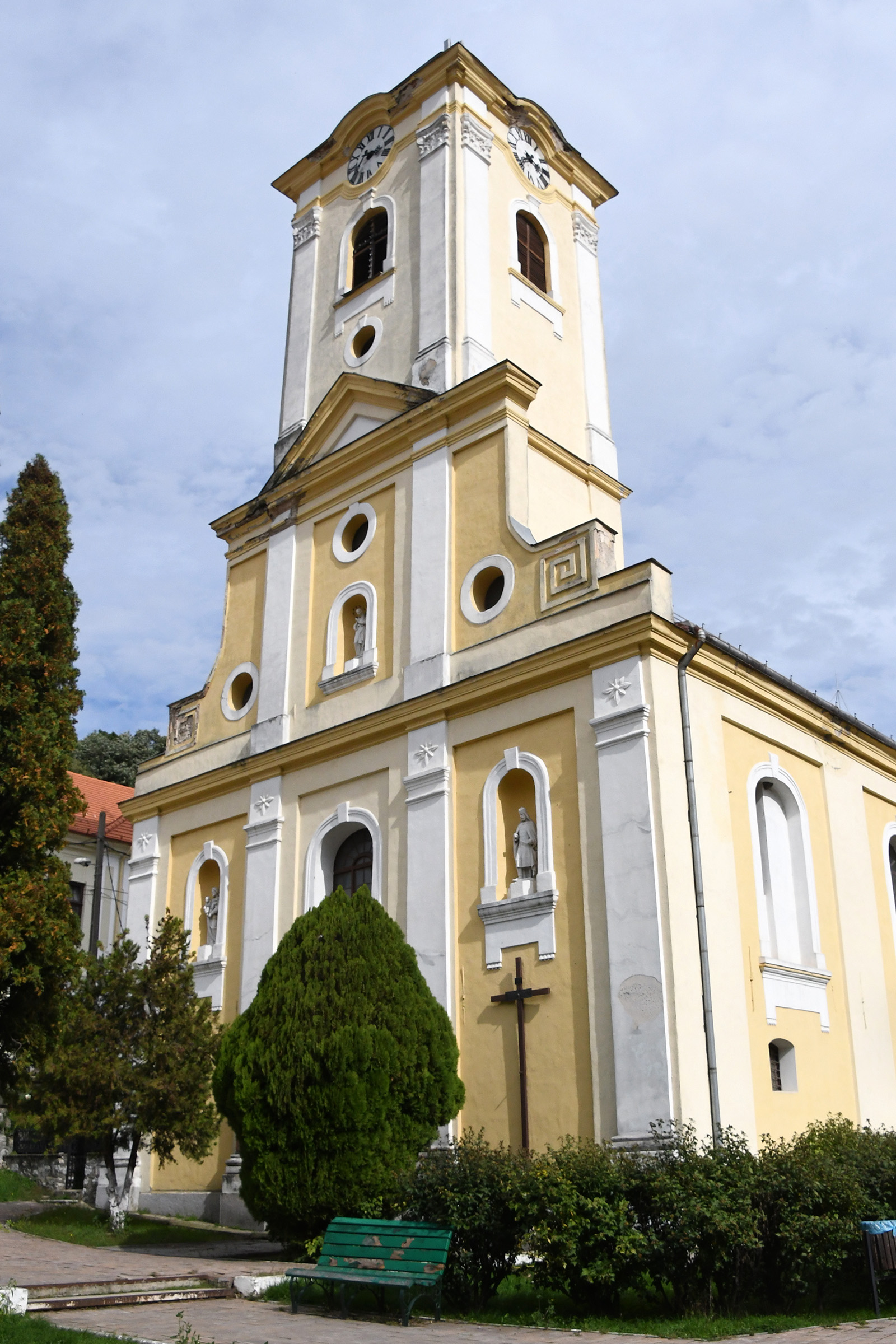
Római katolikus templom

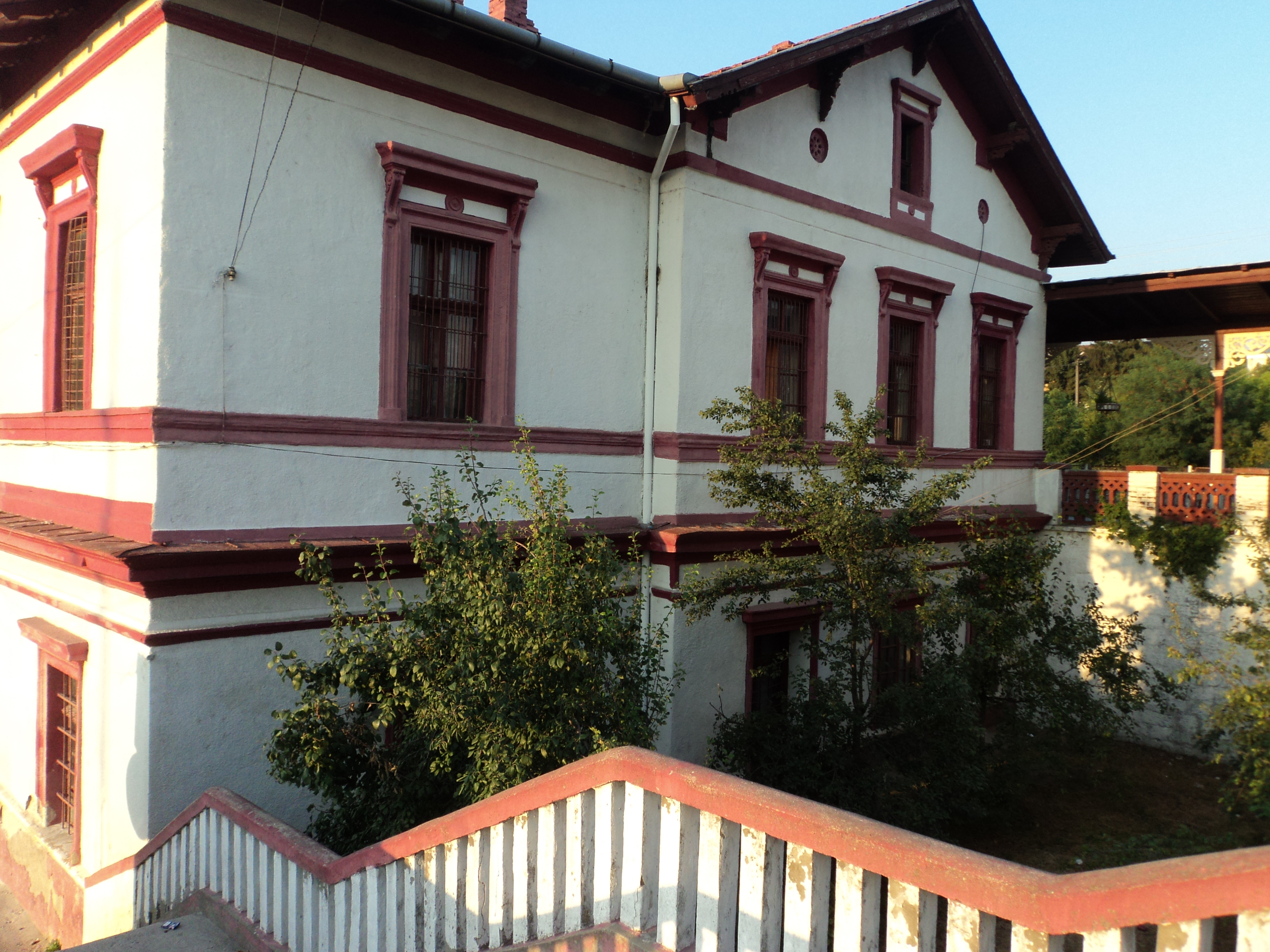
Vasútállomás

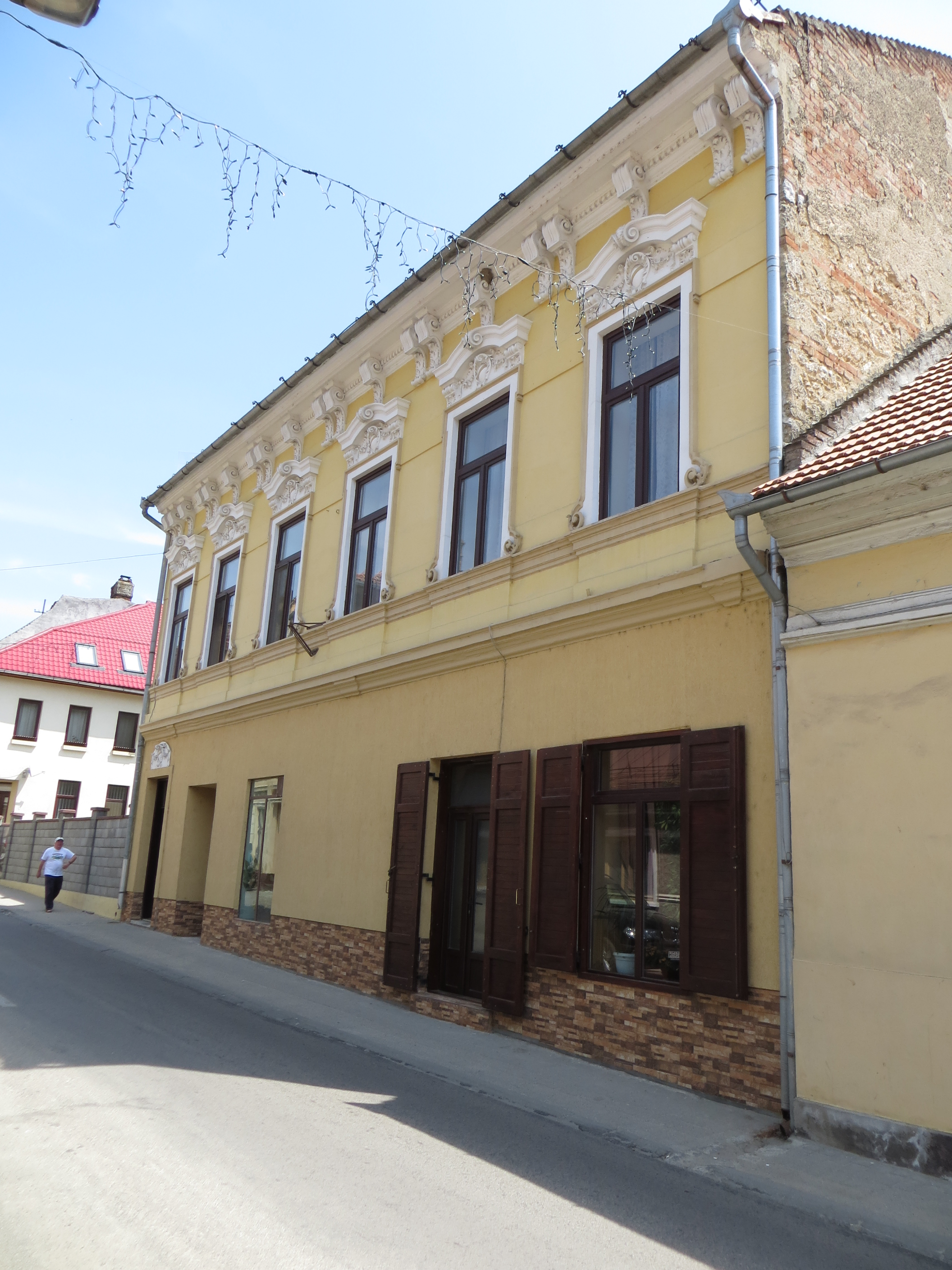
Fekete Macska-ház

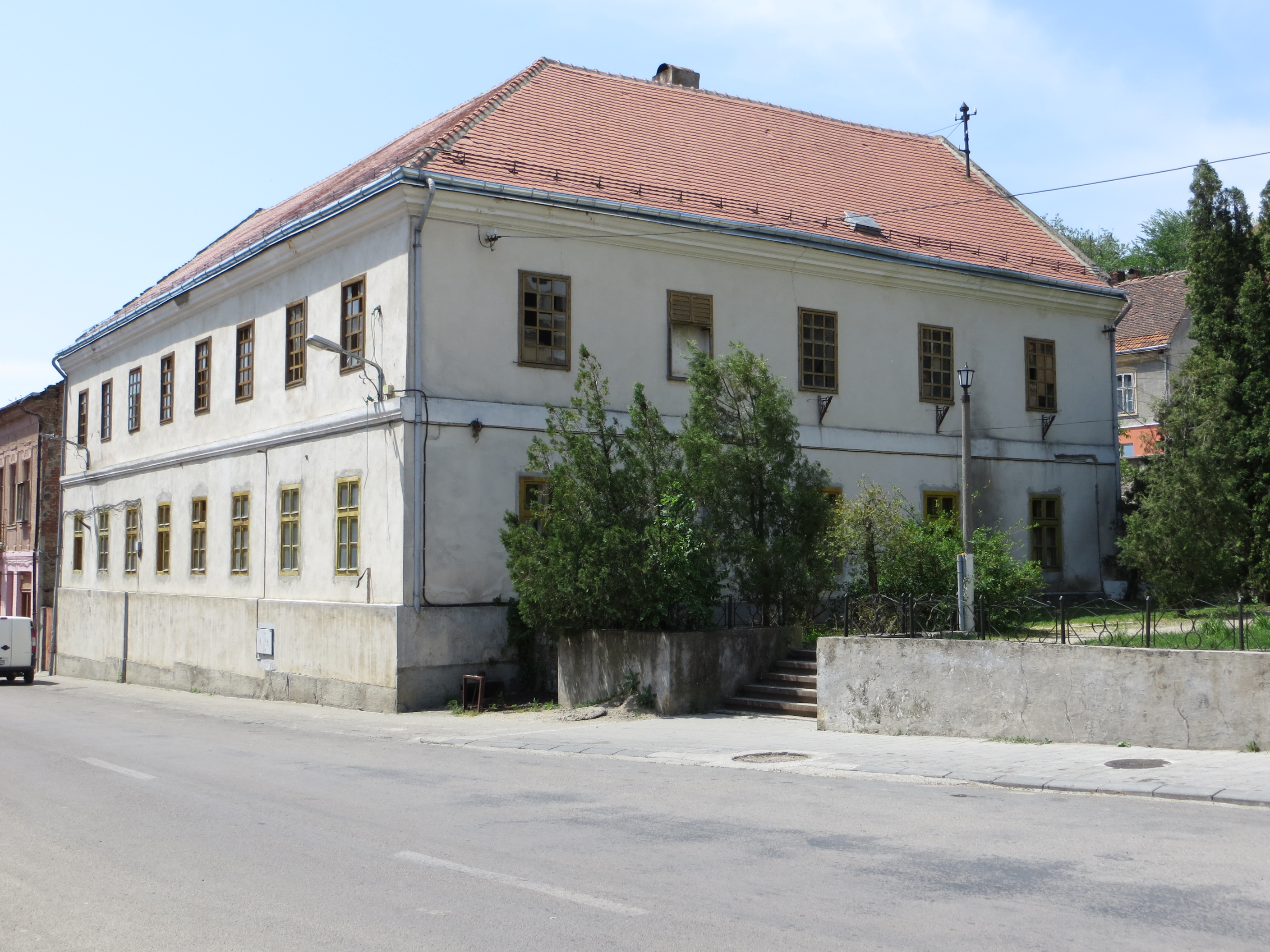
Volt katonaiskola

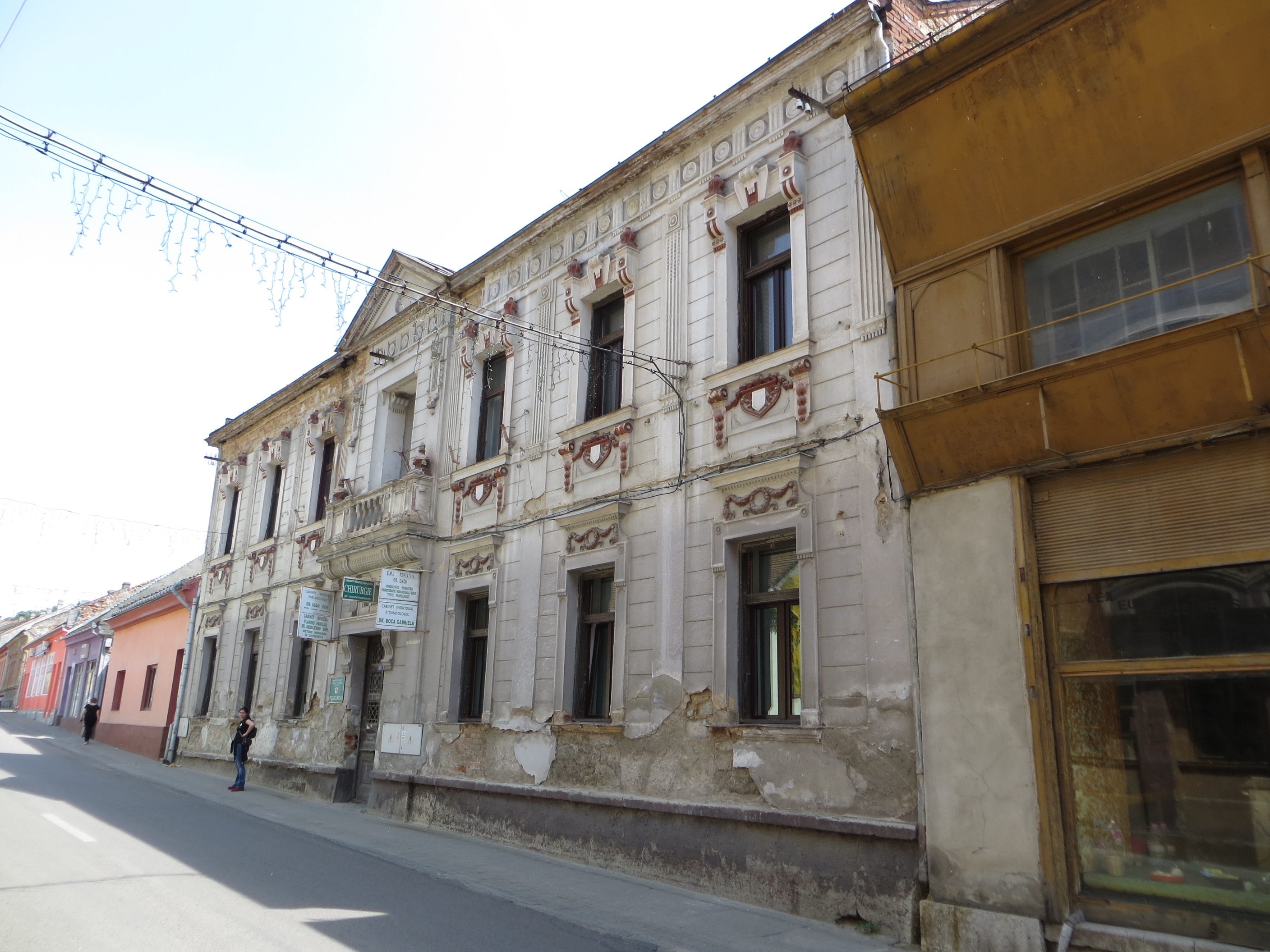
Poliklinika

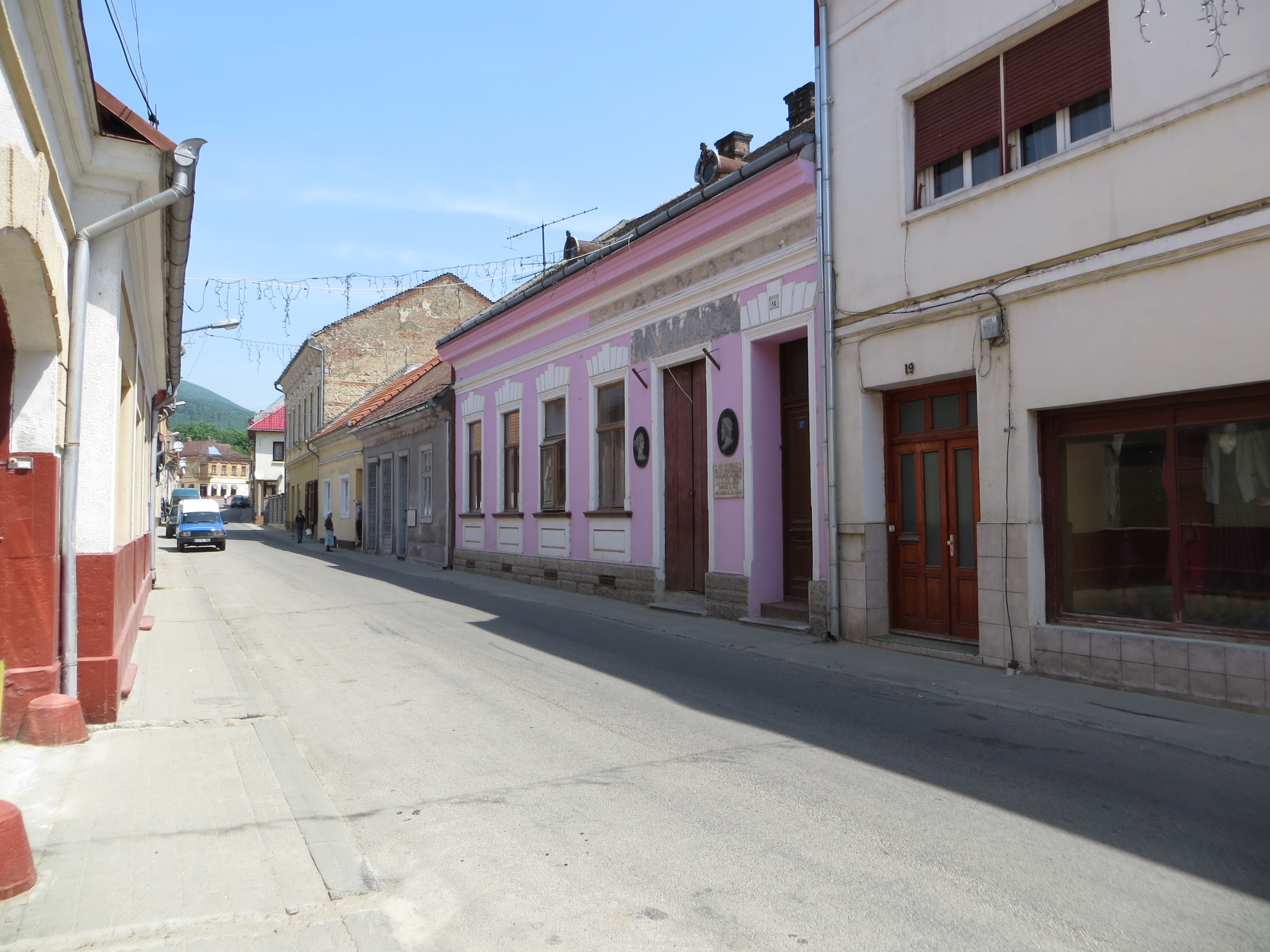
Knoblauch-patika

Oravicabánya (Oravica, románul Oravița, németül Orawitz vagy Orawitza) város Romániában, Krassó-Szörény megyében.

## Fekvése
Temesvártól 111 km-re délkeletre, a Szörényi-érchegység nyugati lábánál fekszik. Az egykori Németoravica 3,5–4 km hosszan kanyarog egy erdővel szegélyezett völgyben, Románoravica a völgy lábánál, a síkságon helyezkedik el. Jellegzetes szele, a kosava északkelet–délnyugati irányú.

## Nevének eredete
Nevét patakjáról kapta, amely Kiss Lajos véleménye szerint egy délszláv *Orehovica ('diófás') névalakból származhat. Első említései: Gorna Orahıvıča (1554), Oravicza (1700 után). A -bánya utótagot 1880 óta viseli. Románoravica 1926-os hozzácsatolásáig, az attól való megkülönböztetésül magyarul Németoravicának, németül Deutsch-Orawitznak vagy Montan-Orawitznak, románul Oravița Montanănak is hívták.

## Története
A török hódoltság alatt szerbek lakták. Rézbányáit a törökök is művelték, de 1688-ban elhagyták. 1703-ban már létezett római katolikus plébániája, tehát már laktak itt német bányászok. Később egy időre elnéptelenedett és 1717-ben alapították újra. 1718-ban 36 munkást költöztettek ide, főként Besztercebányáról, Selmecbányáról és Pfalzból. A következő tíz év folyamán 694 tiroli bányászt és munkást telepítettek be. 1723-ban ide helyezték át Temesvárról a bánáti bányaigazgatóságot. 1729-ben alapították az első bányásziskolát, amelyet azután 1789-ben helyeztek át Resicára.
1738–1739-ben a közeledő törökök elől a lakosság többsége Temesvárra, Aradra és Perjámosra menekült. A zavaros időszakban rablók fosztották ki, fölgyújtották templomát, a plébánost több más helybélivel együtt megölték. A veszély elmúltával azonban lakóinak többsége hazatért.
A 18. század hátralévő kétharmadában egyértelműen a Bánság bányászatának központja és legdinamikusabban fejlődő, városias települése volt – bár csak 1834-ben vált bányavárossá (Bergstadt), addig a Berggemeinde ('bányaközség') címet viselte. Rezet és ezüstöt bányásztak itt. Az 1730-as években duzzasztással két víztározót alakítottak ki és 1777-ig négy olvasztókohót helyeztek üzembe. 1759-ben Mária Terézia minden bevételével együtt tíz évre zálogba adta a Wiener Gemeindebanknak. 1783-tól szombatonként hetivásárt és évi három országos vásárt tartott. 1793-tól 1854-ig állami támogatással négy osztályos, latin tannyelvű gimnáziuma működött. 1796-ban gyógyszertára nyílt.
A század folyamán olténiai románokat (bufánokat) és cigányokat telepítettek be. A Forvizben (a Fuhrwesen 'fuvarozás' szóból) lakó bufánok szénégetéssel, favágással és fuvarozással foglalkoztak, az Ogás negyedbeli cigányok aranyat mostak.
Moscopole 1769-es első, törökök általi feldúlása után több gazdag aromun kereskedőcsalád költözött a városba. 1781 és 1784 között Dimitrie Nicolae Hagi aromun kereskedő alapította ortodox egyházát. 1785-ben egy időre egyesítették Német- és Románoravicát, majd száz évre ismét szétváltak.
1790-ben fedezték föl kőszénkészleteit, amelyek kitermelése nemsokára megkezdődött. A színesfémbányák mellett egyre nagyobb jelentőséget kaptak szénbányái. 1829-ben mint bőripari központot is említették, ahol sok ún. „vörös” (vörösre cserzett bőröket előállító) tímár működött.
1806-ban Ioan/Johann Niuny aromun származású mérnök műkedvelő színkört szervezett. 1817-ben I. Ferenc király jelenlétében avatták föl színházát. 1818–1820-ban hetilapja is megjelent.
1833-ban aranyat találtak határában. Kitermelését 1845-ben kezdték meg, de a bánya csak négy évig üzemelt. 1838-ban a színház emeletén megnyílt a városi kaszinó.
1848-ban Eftimie Murgu hívei ortodox esperesét, Ignatie Vuiát kívánták megtenni verseci püspöknek. Kossuth központi szerepet szánt a városnak a magyar hadiiparban. Üzemeinek igazgatójává Szlávy Józsefet, a későbbi miniszterelnököt nevezte ki és hadiüzemmé való átalakításukban részt vett Zsigmondy Vilmos. A szabadságharc alatt ágyúgolyót öntöttek itt. December végén császári kézre került, 1849. május 3-án Arányi Károly őrnagy foglalta vissza. A június 21-én pótválasztáson deáki Fülepp Sámuel bányamérnököt választotta országgyűlési képviselővé.
1847-ben az Oravica–Jaszenova–Báziás vonalon vonalon megindult a lóvasúti közlekedés (melyet Lissava felé meghosszabbítottak, majd egészen Stájerlakanináig kezdtek megépíteni), 1854-ben pedig ugyanitt fölavatták a Bánát első mozdonyüzemű vasútvonalát. A vasút a dunai gőzhajózáshoz kapcsolódva bekötötte a bánáti bányavidéket a nemzetközi vérkeringésbe.
1855-ben üzemeit a StEG (az Osztrák–Magyar Államvasút Társaság) vásárolta meg. Ez a változás jelentősen megváltoztatta a város szerepkörét. A vállalat egyrészt Resicát jelölte ki bánáti „birodalmának” központjául, így megszűnt addigi vezető szerepe. Másrészt a korábbi réz- és nemesfémbányászat helyett itt is a kőszén- és vasércbányászatot fejlesztette tovább. 1857-ben itt alapította meg kémiai laboratóriumát, melynek feladata volt, hogy megvizsgálja az összes beérkező nyersanyagot és a feldolgozott termékeket. Ezt 1880-ban Resicára helyezték át. Néhány ipari üzemet is létrehozott a társaság: 1860-ban cementgyárat, 1860 körül lámpaolajgyárat (előbbi 1911-ig, utóbbi 1912-ig működött), később lapát- és csákánygyárat.
Jelentőségét növelte az 1858-ban megépült Temesvár–Versec–Jaszenovo(–Báziás) vasútvonal. Majd 1863-ban bravúros ipari teljesítményként elkészült a mozdonyüzemű, normál nyomközű vasút Oravica és Anina között (a közel kész lóvasút kiváltására). Resicabányával csak sokkal később, 1909-től kötötte össze vasúti összeköttetés, Zsidovinon át.
1859. augusztus 10. és szeptember 15. között itt rendezték meg a birodalmi ipari és kereskedelmi kiállítást.
1872-től Krassó vármegyéhez, 1881-től Krassó-Szörény vármegyéhez tartozott.
1865-ben Ioan Faurt választották parlamenti képviselőjévé. 1892–1896-ban Jókai Mór, 1896–1906-ban a helyi születésű Graenzenstein Béla bányamérnök, 1906–1910-ben a Román Nemzeti Párt programjával Coriolan Brediceanu, 1910-től a munkapárti Iosif Siegescu képviselte az országgyűlésben.
A 19. század második felében Horváth Zsigmond újraindította aranybányáját. Fűrészgyára és márványfeldolgozó üzeme is volt. Bankrendszere a nemzetiségek/etnikai csoportok szerint oszlott meg: az Orawitzaer Sparkasse (1866-tól) német, az Oravițana (1894-től, elődje, az Asociația românească de consum 1887-től) román, az Oraviczai Népbank (1888-tól) magyar, az Oraviczai Kereskedelmi és Iparbank (1900-tól) pedig zsidó banknak számított.
Az 1866–1867-ben megjelent Berggeist című hetilap után 1872-ben alapították az egészen 1940-ig megjelenő, német nyelvű Orawitzaer Wochenblattot. Népszerű, román nyelvű napilapja volt 1907 és 1924 között a Progresul. 1893-ban alakult meg a helyi turistaegylet, amely a környéken megkezdte a jelzett turistautak kialakítását.
Szaporodó magyar értelmisége 1846-ban hozta létre első magyar nyelvű egyesületét, a Magyar Olvasó Kört. 1870-ben, Balajthy Barnabás bányafőbiztos elnökségével megalakult a Magyar Nyelv-Terjesztő-Egyesület, amely 1882-ben az Arany-kör  nevet vette föl. A tevékeny egyesület az egész Dél-Bánátban igyekezett elősegíteni a magyarosítás programját, a kisebb vidéki központokban fiókszervezeteket működtetett. 1882-ben elérte, hogy az Orawitzaer Wochenblatt  ünnepnapokon magyarul is megjelenjék, 1896 és 1918 között pedig kiadta az Oravica és Vidéke című hetilapot.
A Román Királyság és a Szerb–Horvát–Szlovén Királyság között meghúzott (1924-ig kialakuló) államhatár több helyen keresztezte az Oravicabánya–Báziás vasúti összeköttetést, melynek utolsó szakasza és a kikötő sorsát 1951-ben pecsételte meg a két állam utódja közötti külpolitikai viszony. A stájerlakaninai szénbányászat 2006-os megszűnése végképp megpecsételte a vasút sorsát. A hegyivasúti szakaszon három, kettő, majd már a csak egy vonatpár maradt a CFR kezelésében – ma már kis reménységű szigetüzemben, ugyanis a többi vasút már korábban a Regiotrans kezelésébe került, és a vállalat 2015. márciusi leállása óta nem is indult újra.
1926-ban egyesítették Románoravicával és az újraszervezett Krassó megye székhelyévé nevezték ki.

## Népessége
- 1802-ben Németoravicán 1644 római katolikus német és 713 ortodox román lakott.
- 1828-ban 5693 lakosa volt, családfői közül 609 házas és 91 házatlan zsellér, 73 kézműves, 25 szolga, 24 honorácior és 26 zsidó.
- 1900-ban 4314 lakosából 2274 volt német (52,71%), 1487 román (34,46%), 418 magyar (9,68%), 58 szerb (1,34%) és 52 cseh (1,20%) anyanyelvű; 2548 római katolikus, 1561 ortodox, 107 zsidó, 44 evangélikus és 36 református vallású. A lakosság 69%-a tudott írni-olvasni és a nem magyar anyanyelvűek 19%-a beszélt magyarul.
- 2002-ben 10 222 lakosából 9531 volt román (93,24%), 216 cigány (2,11%), 209 német (2,04%) és 141 magyar (1,37%) nemzetiségű; 8837 ortodox, 546 római katolikus, 260 baptista, 245 görögkatolikus, 178 pünkösdista és 59 református vallású.

## Látnivalók
- Színházát (Str. Mihai Eminescu 8.) Ioan/Johann Niuny tervezte barokk stílusban, a bécsi Burgtheater mintájára. Niuny és apósa, Procop Lhotka von Smislow bányaigazgató kezdeményezésére, közadakozásból épült föl, amelyben a környező települések is részt vettek. 1817-ben a helyi műkedvelő színtársulat Die Beschämte Eifersucht ('A megszégyenült féltékenység') című előadásával nyitották meg, I. Ferenc király jelenlétében. 1838-ban az akkor ráépített emeletén rendezték be a kaszinó helységeit. 1893-ban egy felújítás után háromnyelvű előadással avatták fel ismét, Trefort Ágoston miniszter jelenlétében: A regény vége, a Die Frau Kaffeesiederin és a Mama lui Ștefan cel Mare című darabokat adták. Ma helytörténeti múzeum és könyvtár működik benne.
- Az Oravica–Anina vasút 1863-ban készült el és a maga korában kiemelkedő teljesítménynek számított. A 33 km hosszú vonal szintkülönbsége 339 méter, különlegessé az átvágások, töltések, védőfalak, kanyarok sokasága teszi. 863 méternyi hosszúságban tíz viadukton és összesen 2084 méternyi alagúton halad át. A tereptárgyak építésében friuli kőművesek működtek közre. A vasútvonalat építésekor „bánáti Semmeringnek” nevezték. A vonalon naponta már csak egy vonatpár közlekedik mementóként.
- Római katolikus temploma (1718–1722).
- A németoravicai ortodox templom (1784). A lugosi kéttornyú ortodox templom hatása alatt épült.[5]
- A volt Knoblauch-féle patika (Str. 1 Decembrie 1918 17., 1796, múzeum). Egykori tulajdonosa, Karl Knoblauch gyógyszerész, a 19. század közepén a környék román népmeséit gyűjtötte.[6]
- Az egykori románoravicai vasútállomás 1847-ben épült, a legrégebbi vasútállomás Románia területén.
- A románoravicai ortodox templom (1755 körül).
- A Risz negyedi római katolikus temetőben a település első temploma.
- Izvorul Rece-vízesés az Oravica völgyében.
- A Kis és a Nagy tó két gátja 1724–1733-ban, a két tó közti csatorna 1733–1754-ben készült. Utóbbi gátat a 19. században átépítették (117 m hosszú és 12,5 m magas).
- Műemlék épületei: banképület (1914, Str. 1 Decembrie 1918 1.), római katolikus plébániahivatal (eredetileg katonaiskola, majd bányakerületi székház, 1741, Str. 1 Decembrie 1918 2.), művelődési ház (1914, Str. 1 Decembrie 1918 3.), Fekete Macska-ház (1892, Str. 1 Decembrie 1918 11.), Korona Szálló (1733, Str. 1 Decembrie 1918 22.), városi könyvtár (1925, Str. 1 Decembrie 1918 24.), Bádogos-ház (18. század első fele, Str. 1 Decembrie 1918 30.), poliklinika (1896, Str. 1 Decembrie 1918 41.), áruház (1896, Str. 1 Decembrie 1918 43.), ügyvédi iroda (1856, Str. 1 Decembrie 1918 44.), városháza (volt krassói megyeháza, 1933, Str. 1 Decembrie 1918 60.), volt ortodox leánygimnázium (1873, Str. 1 Decembrie 1918 62.), Vichentie Stângu-ház (1890, Str. Ciclovei 4.), volt StEG-, majd UDR-garázsok (19. század utolsó negyede, Str. M. Eminescu 3/a), a Ion Dragalina Líceum központi épülete (volt polgári iskola, 1873, Pța Ferdinand 8.), erdészeti hivatal és lőtér (1873, Pța Ferdinand 9., a lőtér botanikai értékei miatt védett), volt közfürdő (1874, Str. Emanuil Gojdu 25.), Sim Sam Moldovan Kutatóközpont (19. század, Str. Emanuil Gojdu 46.), Pita Bujor-ház (19. század, Str. Emanuil Gojdu 50.), a Notre Dame-nővérek egykori zárdája és római katolikus leánygimnáziuma (1800, a rend 1861-től működött benne, ma általános iskola, Str. Emanuil Gojdu 52.), volt határőrlaktanya (1786, 1911-ben átépítették, ma általános iskola, Str. Eftimie Murgu 31.), bíróság (1818, Pța Revoluției 2.), Konkz-ház (1840, Pța Unirii 1.), a volt németoravicai városháza (1860, 1911-ben átépítették, ma óvoda), 18–19. századi lakóházak (Str. 1 Decembriei 1918 5. és 61., Str. Damaschin Bojincă 26., Str. M. Eminescu 20., Str. Emanuil Gojdu 43., 48. és 56., Pța Revoluției 3. és 5.).

## Gazdasága
1989 után, bányáinak és kohóinak leépítésével és a crivinai hőerőmű bezárásával magas munkanélküliség alakult ki.

## Oktatás
- Ion Dragalina Elméleti Líceum
- mezőgazdasági szakiskola

## Híres emberek
- Itt született 1791-ben Maderspach Károly kohómérnök.
- Itt született 1840-ben Balás Árpád mezőgazdász, a budapesti Mezőgazdasági Múzeum alapítója és első igazgatója.
- Itt született 1847-ben Adolf Humborg festő.
- Itt született 1851-ben Szentkirályi Ákos mezőgazdász.
- Itt született 1861-ben Dvorák Hubert mérnök, mozdonyszerkesztő, a Magyar Királyi Állami Vas-, Acél- és Gépgyárak vezérigazgatója
- Itt született 1861-ben Dvorák Ede építész, műegyetemi oktató, kinek legismertebb műve a budapesti Széchenyi gyógyfürdő.
- Itt született 1864-ben Kerpely Kálmán mezőgazdász, agrokémikus, növénynemesítő, az MTA tagja.
- Itt született 1883-ban Sulyomi-Schulmann Adolf gyógypedagógus.
- Itt született 1887-ben Király György irodalomtörténész.
- Itt született 1888-ban Fitz József, az Országos Széchényi Könyvtár főigazgatója.
- Választókerületét 1892 és 1896 között Jókai Mór képviselte a budapesti országgyűlésben.
- Itt született 1896-ban Mihalik Kálmán, a Székely himnusz zeneszerzője.
- Itt született 1908-ban Lévai András energetikai mérnök, gépészmérnök, az MTA rendes tagja.
- Itt született 1913-ban Graenzenstein Béla bánya- és kohómérnök.
- Itt született 1917-ben Knoll István gépészmérnök.
- Itt született 1942-ben Ion Bog színész.

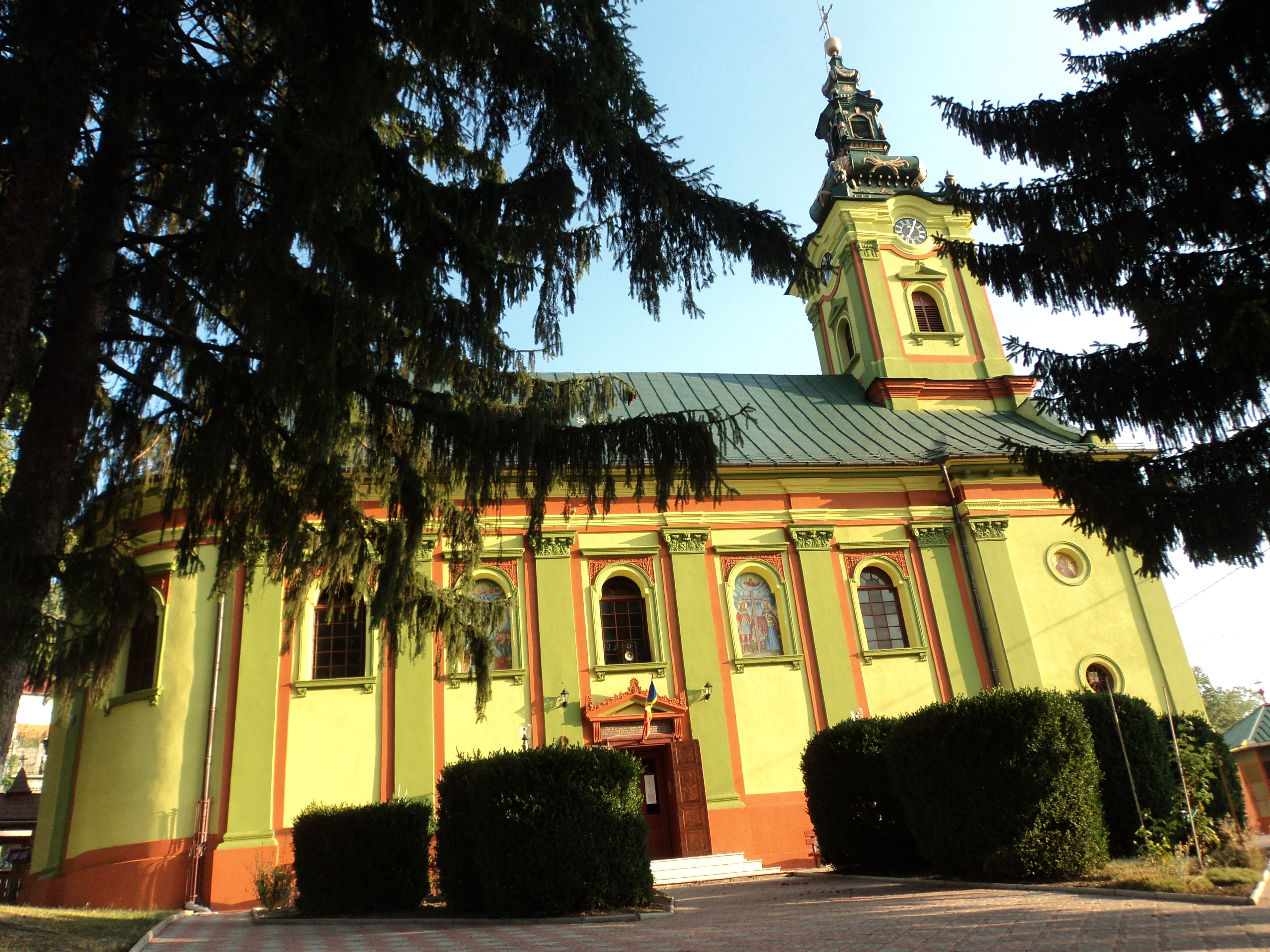
A németoravicai ortodox templom

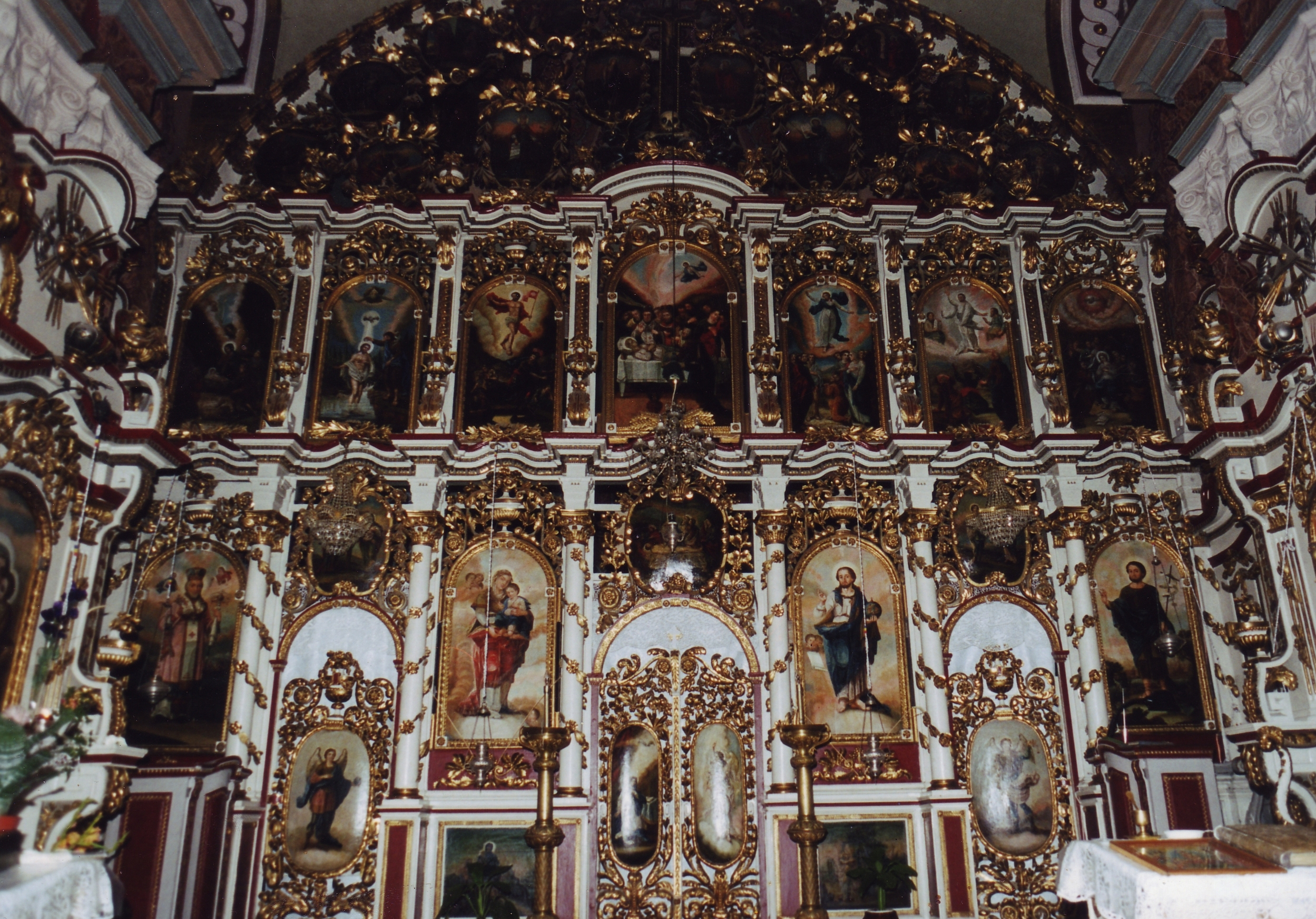
A templom hársfából faragott, barokk-rokokó ikonosztáza

## Külső hivatkozások
- Az önkormányzat honlapja (románul)
- Oravicai látnivalók (magyarul)
- Régi oravicai képeslapok
- Régi oravicai képeslapok 2
- Az Oravica–Anina hegyi vasút története (magyarul)
- Az Oravica–Anina vasútvonal blogja (románul)
- Az Oravica–Anina vasút a CFR oldalán (románul)
- Gálfy Gyula: Magyar vonatkozású emlékek Oravicabányán és vidékén. Művelődés, 1998. február
- Fényképek és leírás a római katolikus templomról és orgonájáról (németül)